# Comando de Operaciones Militares (Siria)
El Comando de Operaciones Militares, anteriormente conocido como Al-Fatah al-Mubin, es una sala de operaciones militares conjunta de facciones islamistas y nacionalistas de la oposición siria que participan en la guerra civil siria. La sala de operaciones fue declarada en junio de 2019, evolucionando a partir de la sala de operaciones "Conquista de Damasco" formada en mayo, durante la campaña "Amanecer de Idlib 1" del Ejército sirio, y está formada por grupos rebeldes que operan en áreas controladas por la oposición del noroeste sirio concentradas en la zona desmilitarizada de Idlib.
Los tres grupos que componen la coalición son Hayat Tahrir al-Sham, el Frente Nacional para la Liberación respaldado por Turquía y Jaysh al-Izza. En octubre de 2020, HTS y dos facciones líderes del NLF comenzaron a finalizar la creación de un Consejo Militar Unificado en Idlib.